# باشگاه فوتبال گرنزی
باشگاه فوتبال گورنزی سیتی (به انگلیسی: Guernsey Football Club) یک باشگاه فوتبال در جزیره گرنزی، کشور انگلستان است که در سال ۲۰۱۱ میلادی تأسیس شده‌است.